# Thrasops jacksonii
Thrasops jacksonii — вид змій родини полозових (Colubridae). Мешкає в Центральній Африці. Вид названий на честь англійського орнітолога Фредеріка Джона Джексона.

## Поширення і екологія
Thrasops jacksonii мешкають в Камеруні, Центральноафриканської Республіки, Республіці Конго, Демократичній Республіці Конго, Габоні, Анголі, Замбії, Південному Судані, Уганді, Руанді, Бурунді, Кенії і Танзанії. Вони живуть у вологих тропічних лісах і галерейних лісах, на висоті до 2400 м над рівнем моря. Ведуть денний, деревний спосіб життя. Живляться амфібіями, ящірками, птахами, яйцями і гризунами.